# Nordic Derivatives Exchange
NDX eller Nordic Derivatives Exchange är en reglerad marknad för handel av värdepapperiserade derivat, obligationer och andra strukturerade produkter. NDX drivs av Nordic Growth Market.
NGM köptes den 27 november upp av Börse Stuttgart. Börse Stuttgart äger derivatbörsen Euwax, vilken har många likheter med NDX.